# 丘嵩
丘嵩（1412年—1446年），字嵩高，號養心，江西建昌府南城縣人，民籍。明朝政治人物。進士出身。

## 生平
江西鄉試第三名。正統七年（1442年）壬戌科會試第六十五名，殿試登進士第三甲第七十名，授户科给事中，因病去世。

## 家族
曾祖父丘心照。祖父丘用昭。父亲丘冰鑑。